# All Quiet (zespół muzyczny)
All Quiet – brytyjski zespół muzyczny, powstały w latach 80. Liderem, wokalistą i gitarzystą grupy był John Herrmann. W 1989 roku zespół wystąpił w konkursie Międzynarodowego Festiwalu Piosenki w Sopocie, wykonując tam utwory "Can I Have A Little More" i "How'bout You". W roku 1990 ukazał się jedyny album grupy zatytułowany "Part Time Criminal", który był z powodzeniem sprzedawany także w Polsce, zarówno w wersji CD, jak i na kasecie. Pewną popularność w europejskich stacjach radiowych osiągnęły wyjęte z niego utwory "Talking Island In Africa" oraz "Blind Lead The Blind". Do drugiej z tych piosenek nakręcono teledysk; zdjęcia do niego powstały w upadającym wówczas Związku Radzieckim.
Po rozwiązaniu zespołu, John Herrmann kontynuował karierę solową (wydał m.in. album "Elephant Country"). Natomiast pochodzący z Polski klawiszowiec Robert Usewicz (mający już w latach 80. na koncie udział w projekcie El Division) zajął się komponowaniem muzyki do filmów i spektakli teatralnych. Tworzy muzykę na instrumentach pochodzących z egzotycznych krajów (gongi, misy, didgeridoo, tampury, cytry).

## Muzycy
Na przełomie lat 80. i 90. zespół tworzyli następujący muzycy:
- John Herrmann - śpiew, gitary
- Rob Smith - gitary
- Robert Usewicz - instrumenty klawiszowe
- Eric Demange - gitara basowa, śpiew
- James Benham - perkusja i instrumenty perkusyjne

## Dyskografia
- 1990: "Part Time Criminal"

Lista utworów:
- "Can I Have A Little More" (Herrmann/Usewicz)
- "I Say Hush" (Herrmann)
- "Talking Island In Africa" (Herrmann)
- "Jump Back" (Herrmann/Usewicz)
- "Feel These Years" (Herrmann)
- "Blind Lead The Blind" (Herrmann)
- "How'bout You" (Herrmann)
- "I Still Need More" (Herrmann)
- "Part Time Criminal" (Herrmann/Usewicz)